# XavlegbmaofffassssitimiwoamndutroabcwapwaeiippohfffX
XavlegbmaofffassssitimiwoamndutroabcwapwaeiippohfffX (abreujat com Xavleg, també conegut com a Acidic Vaginal Liquid Explosion Generated By Mass Amounts Of Filthy Fecal Fisting And Sadistic Septic Syphilic Sodomy Inside The Infected Maggot Infested Womb Of A Molested Nun Dying Under The Roof Of A Burning Church While A Priest Watches And Ejaculates In Immense Perverse Pleasure Over His First Fresh Fetus) és una banda sud-africana de deathcore/christian music/deathgrind/death metal. Els seus membres poques vegades es consideren cristians.

## Història
Es van presentar com a banda l'any 2016 a Durban, quan els seus membres ja formaven part d'una banda anomenada Vulvodynia. Segons les seves declaracions "vam passar hores esbrinant el nom més ridícul i brutal" perquè volien formar una banda humorística de death metal. Quan el varen trobar decidiren, que relacionat amb aquest to humorístic, a diferència del nom llarg de la banda, els seus àlbums tindrien títols breus.
El seu primer llançament va ser un EP del 2016, seguit el 2018 pel seu primer àlbum important. A les seves cançons s'hi poden trobar des de temes relacionats amb bongs i marihuana, fins a marxes militars de formigues (amb discursos del General Mandible de la pel·lícula d'animació Antz), o una marxa a la rebel·lió del glorificat goril·la Harambe mort en al zoològic Cincinnati Zoo and Botanical Garden l'any 2016.
A causa del seu nom i logotip extremadament llargs, s'han convertit en meme a Internet. I el seu logotip també s'ha afegit a la llista de "set logos de bandes més il·legibles de MetalSucks". La banda en declaracions a la premsa ha declarat a més la seva aversió per la misogínia i aconsella que hom escolti veus més assenyades que ells quant al tema del feminisme.

## Membres
- Duncan Bentley (Disciple Sperm Splatter o "llefiscós deixeble d'esperma") - veus[7]
- Kris Xenopoulos (Captain Cock Corrosion o "capità corrosió del penis") - guitarres[8]
- Bryon Banana o Byron Dunwoody (Lord Necrotic Gore Bong o "senyor del bong del gore necròtic") - guitarres, baix elèctric, bateria programada[9]

## Discografia
- Gore (EP, 2016)
- Gore 2.0 (àlbum, 2018)[10]